# Friedrich Frank (Politiker, 1884)
Friedrich Frank (* 22. Januar 1884 in Rendsburg; † 10. September 1960 in Hamburg) war ein deutscher Politiker der SPD. Er war vor 1933 Bürgermeister von Bergedorf und nach 1945 Senator in Hamburg.

## Leben
Nach dem Schulbesuch absolvierte Frank ab 1899 eine Klempnerlehre und trat 1903 dem Deutschen Metallarbeiter-Verband bei. 1910 übernahm er als Wirt das Deutsche Haus in Bergedorf. Dieses führte er, bis er 1913 zum hauptamtlichen Geschäftsführer des Metallarbeiter-Verbandes in Bergedorf bestellt wurde. Ab 1918 war er als Chefredakteur der SPD-Zeitung Bergedorf-Sander Volksblatt tätig. Nach der nationalsozialistischen Machtergreifung wurde er wegen angeblichen Waffenbesitzes vom 3. September bis 3. Oktober 1933 im Gefängnis Fuhlsbüttel inhaftiert, aber dann ohne Prozess freigelassen. Da er zunächst keine Beschäftigung fand, musste er bei seiner Verwandtschaft in Rendsburg unterkommen. Erst 1936 gelang es ihm, eine Tätigkeit als Helfer in Steuersachen aufzunehmen. Nach dem Attentat auf Adolf Hitler wurde er vom 2. August bis 23. September 1944 (im Rahmen der Gewitteraktion) erneut in Fuhlsbüttel inhaftiert.
Nach Kriegsende wurde Frank am 1. Juli 1945 von der britischen Besatzungsmacht zum Leiter des Ortsamtes Bergedorf ernannt und sollte die dortige Verwaltung organisieren. Nach Frank ist seit 1968 der Friedrich-Frank-Bogen in Hamburg-Bergedorf benannt.

## Abgeordneter
Frank war seit 1905 Mitglied der SPD. Er wurde 1918 in die Stadtvertretung der damaligen Stadt Bergedorf gewählt. Er gehörte ihr bis zu seiner Wahl zum Bürgermeister 1931 an. Ab 1924 war er einer der Bergedorfer Vertreter im Landesausschuss des Staates Hamburg. Von 1928 bis 1933 gehörte er der Hamburger Bürgerschaft an. Sein Mandat endete mit der Ausschließung der SPD-Mitglieder durch die Nationalsozialisten. Von 1949 bis 1957 gehörte Frank erneut der Hamburgischen Bürgerschaft an.

## Öffentliche Ämter
Am 4. Oktober 1931 wurde Frank zum Bürgermeister Bergedorfs gewählt. Die Nationalsozialisten zwangen ihn am 28. März 1933 zum Rücktritt und ersetzten ihn durch Albrecht Dreves. Vom 15. November 1946 bis zum 2. Dezember 1953 gehörte Frank dem Hamburger Senat an und war als Präses in die Behörde für Ernährung und Landwirtschaft entsandt. Zudem leitete er das Senatsamt für Bezirksangelegenheiten. Als solcher entwarf er die Bezirksverwaltungsreform von 1949, die zur Schaffung der im Grundsatz bis heute bestehenden Bezirksverwaltung und der Bezirksversammlungen führte.

## Veröffentlichungen
- Bergedorf und sein Hinterland, die Vierlande, in: Das neue Bergedorf 1931, Kiel 1931.